# Marie-Geneviève Joybert de Soulanges
Pour les articles homonymes, voir Joybert et Soulanges.
Marie-Geneviève Joybert de Soulanges (5 octobre 1703 - 11 novembre 1766 à l'âge de 63 ans), fille de Pierre-Jacques Joybert de Soulanges et de Marie-Anne Bécart de Granville, tous deux ayant été seigneurs de Soulanges, fut seigneuresse de Soulanges, au Québec, à la suite de la mort de sa mère. Elle se maria le 19 octobre 1728 avec Paul-Joseph Le Moyne de Longueuil, fils de Charles II Le Moyne, premier Baron de Longueuil et de Claude-Élisabeth Souart d'Adoncourt.